# Aermacchi Ala Rossa

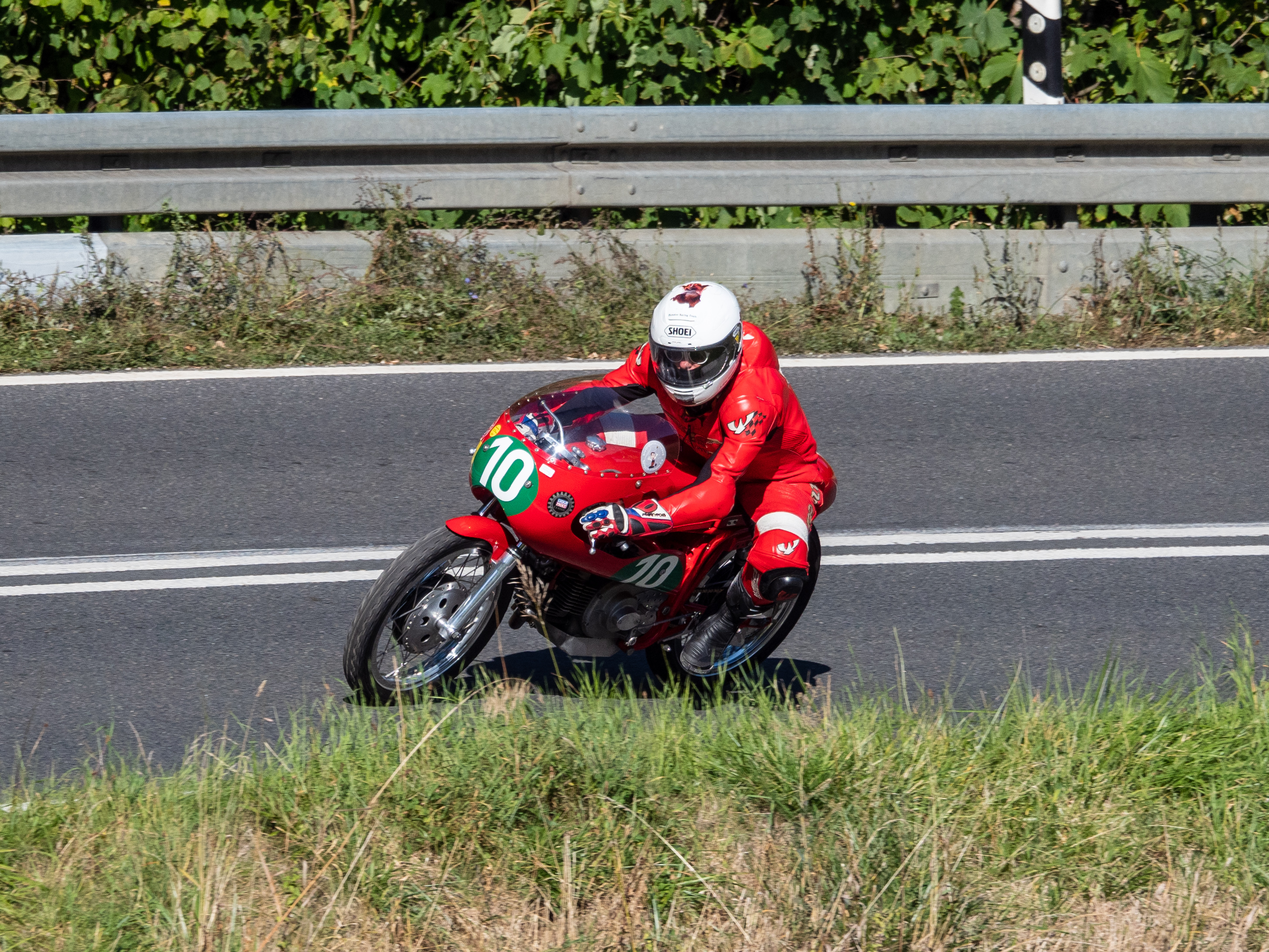
Eine Aermacchi Ala Rossa 1958 beim Bergrennen in Würgau 2019

Die Aermacchi Ala Rossa ist ein von 1957 bis 1966 gebautes Motorrad des italienischen Herstellers Aeronautica Macchi (später Aermacchi-Harley-Davidson). „Ala rossa“ bedeutet im Deutschen „Roter Flügel“.

## Geschichte
Das erste Motorrad von Aermacchi mit einem Hubraum von mehr als 150 cm³, die Aermacchi Chimera 175, präsentiert zum Jahresende 1956, konnte sich wegen ihrer Verkleidung und ihres dadurch ungewöhnlichen Aussehens auf dem Markt nicht recht durchsetzen. Daher entschloss sich der Hersteller, daneben noch konventionellere Motorräder mit unverkleideten Motoren anzubieten.
Die stärkere der beiden zunächst angebotenen 175er-Maschinen war die Ala Rossa. Daneben gab es die etwas schwächere Ala Bianca.

## Technik

### Motor und Antrieb
Die Ala Rossa hat einen luftgekühlten Einzylinder-Viertaktmotor mit nahezu liegendem Zylinder. Auf den linken Stumpf der zweifach gelagerten Kurbelwelle ist eine Mehrscheiben-Ölbadkupplung aufgesetzt, über die die Motorkraft an ein geradverzahntes Vierganggetriebe weitergeleitet wird. Dieses Getriebe ist mit einer Schaltwippe an der rechten Motorseite zu bedienen; der erste Gang liegt unten. Die Kraft wird über eine Kette an das Hinterrad übertragen.
Die beiden hängenden Ventile des Motors werden über Stoßstangen und Kipphebel von einer unten liegenden Nockenwelle gesteuert, an deren rechten Ende der Unterbrecherkontakt der Batteriezündung (Batterie: 6 V / 7 Ah) angebracht ist.
Zur Gemischaufbereitung hat der Motor einen Schrägstromvergaser mit Rundschieber mit 22 mm Durchlass und ohne Luftfilter. Der Tank hat ein Volumen von 18 Litern. Der Auspuff wird auf der rechten Maschinenseite nach hinten gezogen und endet in einem zigarrenförmigen Schalldämpfer. Das Auspuffrohr ist verchromt.

### Rahmen und Fahrwerk
Die Ala Rossa hat einen Zentralrohr-Brückenrahmen ohne Heckausleger. Die Hinterradschwinge wird von zwei seitlichen Federbeinen abgestützt. Das Vorderrad sitzt in einer Upside-Down-Teleskopgabel.

### Räder und Bremsen
Die 17″-Räder sind Drahtspeichenräder mit Vollnaben-Trommelbremsen. Die hintere Bremse wird über einen Fußhebel an der linken Motorseite und ein Gestänge bedient, die vordere mit einem Seilzug vom Lenker aus.

### Technische Daten
Daten entsprechend Werksangaben
| Typ                   | Ala Rossa                 |
| Bauzeitraum           | 1957–1966                 |
| Hubraum               | 172,4 cm³                 |
| Bohrung × Hub         | 60 mm × 61 mm             |
| Verdichtung           | 8,2 : 1                   |
| Leistung              | 13,0 PS (9,6 kW)          |
| bei Drehzahl          | 7500/min                  |
| Getriebe              | 4-Gang                    |
| Radstand              | 1270 mm                   |
| Maße (L × B × H)      | 1920 mm × 600 mm × 880 mm |
| Leergewicht           | 112 kg                    |
| Reifen vorne/hinten   | 2,25″ × 17″ / 3,00″ × 17″ |
| Bremsen vorne/hinten  | Trommeln, 160 mm/140 mm   |
| Höchstgeschwindigkeit | 125 km/h                  |
| Benzinverbrauch       | ca. 3,00 l / 100 km       |